# Pelago
Pelago ist eine italienische Gemeinde mit 7841 Einwohnern (Stand 31. Dezember 2023) in der Metropolitanstadt Florenz in der Region Toskana.

## Geografie

Lage von Pelago in der Metropolitanstadt Florenz

Die Gemeinde erstreckt sich über etwa 55 km². Sie liegt rund 20 km östlich von Florenz und gehört zur Verwaltungsgemeinschaft Comunità montana Montagna Fiorentina.
Zu den Ortsteilen zählen Borselli, Carbonile, Consuma, Diacceto, Fontisterni, Magnale, Palaie, Paterno, Raggioli, San Francesco, Sant‘Ellero und Stentatoio.
Die Nachbargemeinden sind Montemignaio (AR), Pontassieve, Pratovecchio Stia (AR), Reggello, Rignano sull’Arno und Rufina.

## Geschichte
Die Burg der Guidi (Castello dei Conti Guidi) im Ortszentrum wurde 1089 erstmals erwähnt.

## Sehenswürdigkeiten

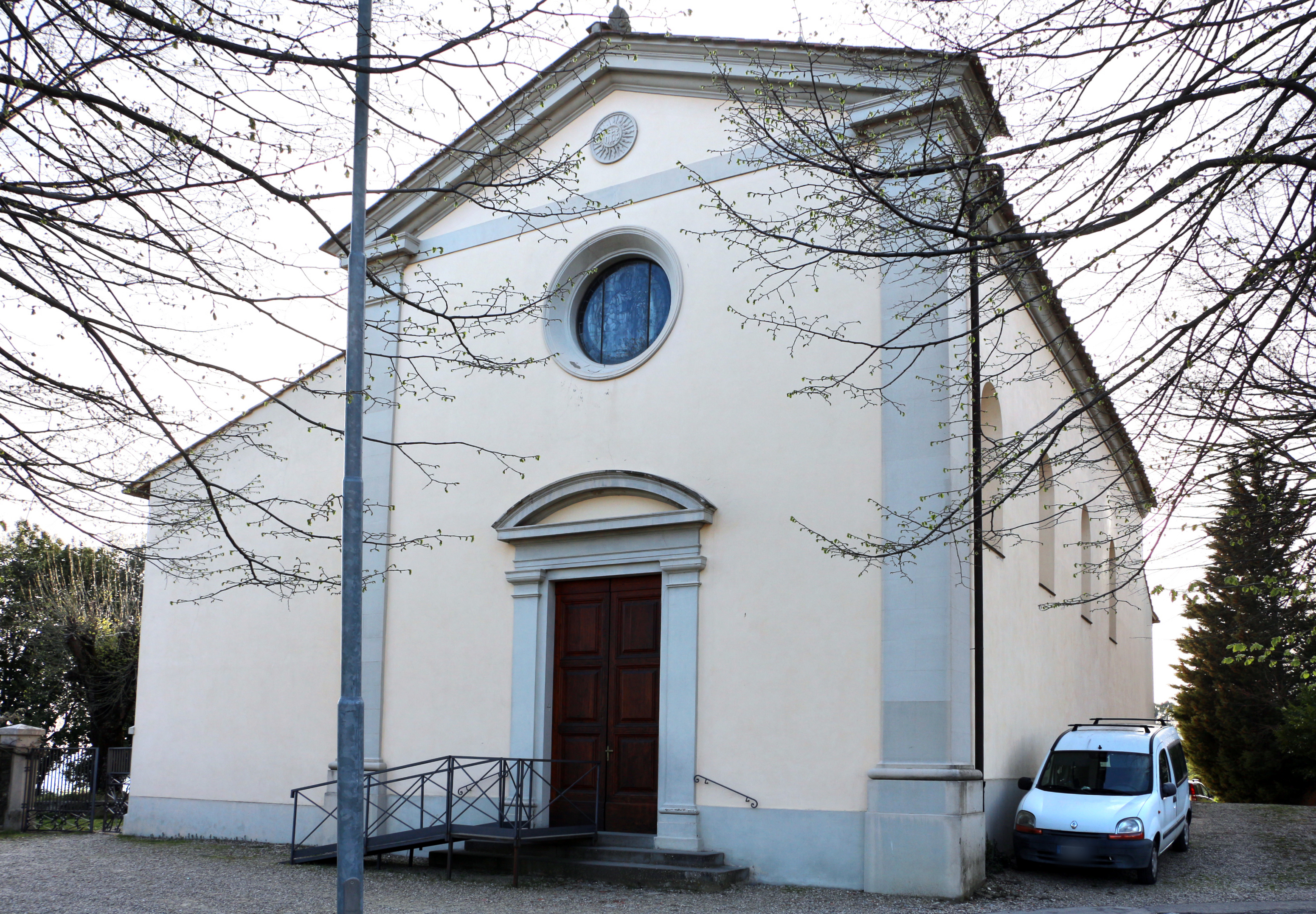
San Lorenzo a Diacceto

- Pieve di San Clemente, 1413 entstandene Pieve im Ortsteil Diacceto
- Pieve di San Lorenzo, vor 1073 entstandene Pieve im Ortsteil Diacceto

## Gemeindepartnerschaften
- Modautal, Deutschland[3]
- Gdeiria, Westsahara

## Söhne und Töchter der Gemeinde
- Lorenzo Ghiberti (um 1378–1455), Bildhauer und Goldschmied
- Alessandro Benvenuti (* 1950), Schauspieler und Regisseur
- Nicola Danti (* 1966), Politiker